# アントニエッタ・ブランダイス

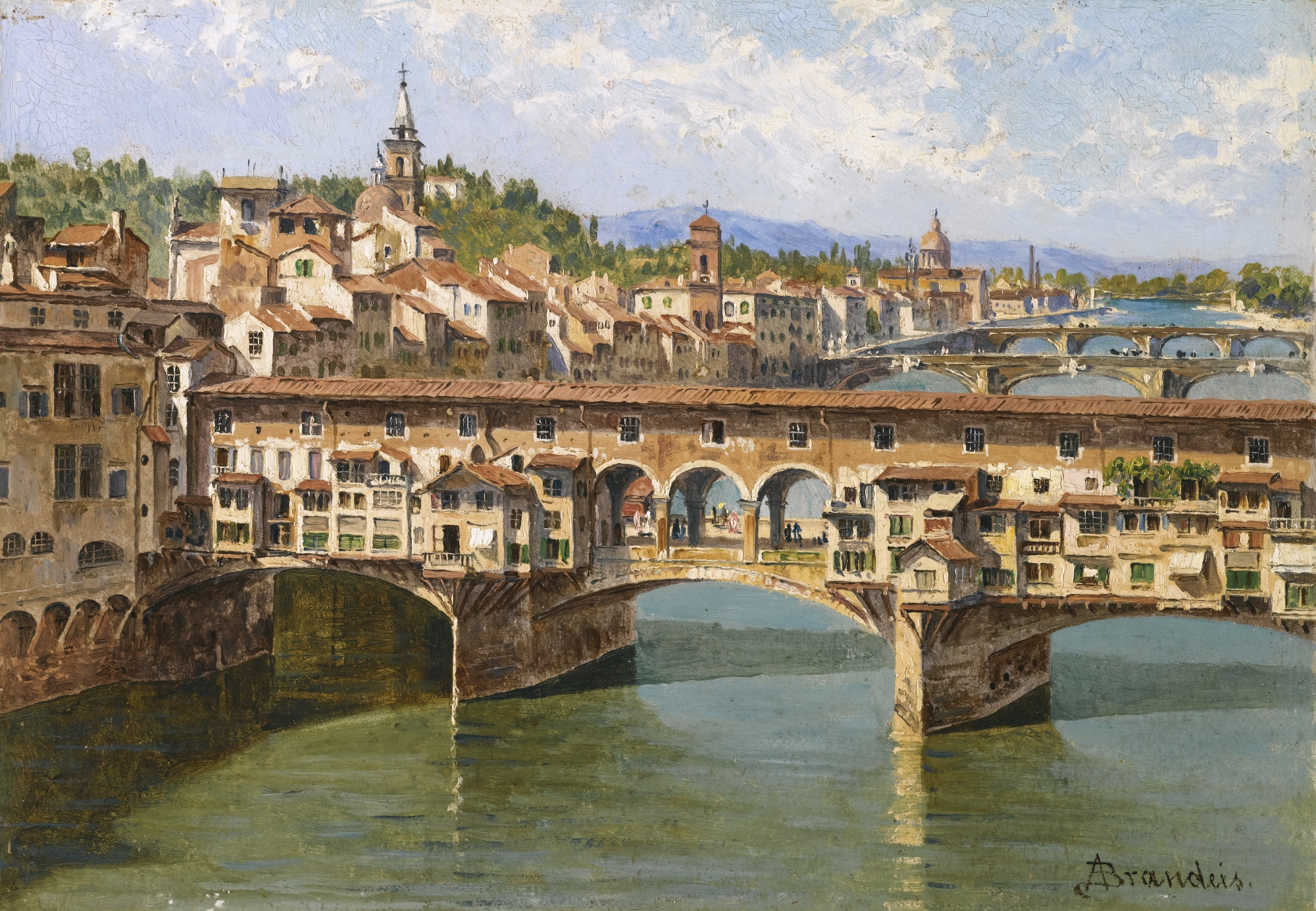
ブランダイス作「フィレンツェのヴェッキオ橋」

アントニエッタ・ブランダイス（Antonietta Brandeis、1849年1月13日 - 1926年3月20日）は、ボヘミア生まれの画家である。10代の終わりにイタリアのヴェネツィアに移り、イタリアで活動した。ヴェネツィアなどの都市景観図を描いた。チェコ語の女性の名前の習慣によって姓は「Brandeisová」とされることもあり、男性名の「アントニー・ブランダイス( Antonie Brandeis)」の名前で活動したこともある。

## 略歴
オーストリア＝ハンガリー帝国の領地であったボヘミア（現在のチェコ、南ボヘミア州）のミスコヴィツェ(Miskovice)に生まれた。プラハで歴史画家のカレル・ヤヴーレク(Karel Javůrek)から絵を学んだ。父親が亡くなった後、母親はヴェネツィア出身の男性と再婚し、すぐに家族はヴェネツィアに移り、1867年にヴェネツィア美術アカデミーに入学した。ブランダイスはイタリア公立の美術学校で教育を受けた最初の女性とされる。アカデミーの優秀な学生としてアカデミーの出版物に紹介されている。
アカデミーではミケランジェロ・グリゴレッティやナポレオーネ・ナーニ(Napoleone Nani: 1841–1899)、ドメニコ・ブレソリン(Domenico Bresolin: 1813-1900)、ポンペオ・マリーノ・モルメンティ、フェデリコ・モーヤらに学んだ。
アカデミー在学中の1870年から展覧会に出展を始め、卒業後の1872年から1876年の間に、ヴェネツィア美術振興協会(Società Veneta Promotrice di Belle Arti)の展覧会に8点の風景画や風俗画を出展した。ブダペストやフィレンツェの展覧会にも出展し、ヴェネツィアの風景を描いた作品はイギリスやドイツからの旅行者に人気を集めるようになった。この頃は女性画家として珍しがられることを嫌い、男性名のアントニー・ブランダイス( Antonie Brandeis)の名前で作品を出展した。
1897年10月に48歳でイタリア軍の将校のアントニオ・ザンボーニ(Antonio Zamboni)と結婚したが、画家としての活動を続けた。
主にヴェネツィアに住み、ヴェネツィアの風景を数多く描いたが、ヴェローナやフィレンツェ、ローマにも旅し風景を描いた。
ボヘミアの美術団体「Krasoumne Jednoty」の展覧会にも出展し、1880年のメルボルン万国博覧会の展覧会や1906年にローマで開催された国際水彩画展に参加し、1907年から1908年の間はフィレンツェの美術協会の展覧会に出展した。1906年以降は作品のほとんどはロンドンの画廊に送られ販売された。1909年に夫が亡くなった。その後主にフィレンツェで暮らし、1926年に亡くなるまで作品の制作を続けた。亡くなった後、遺言により遺産はフィレンツェの孤児院に寄付された。

## 作品

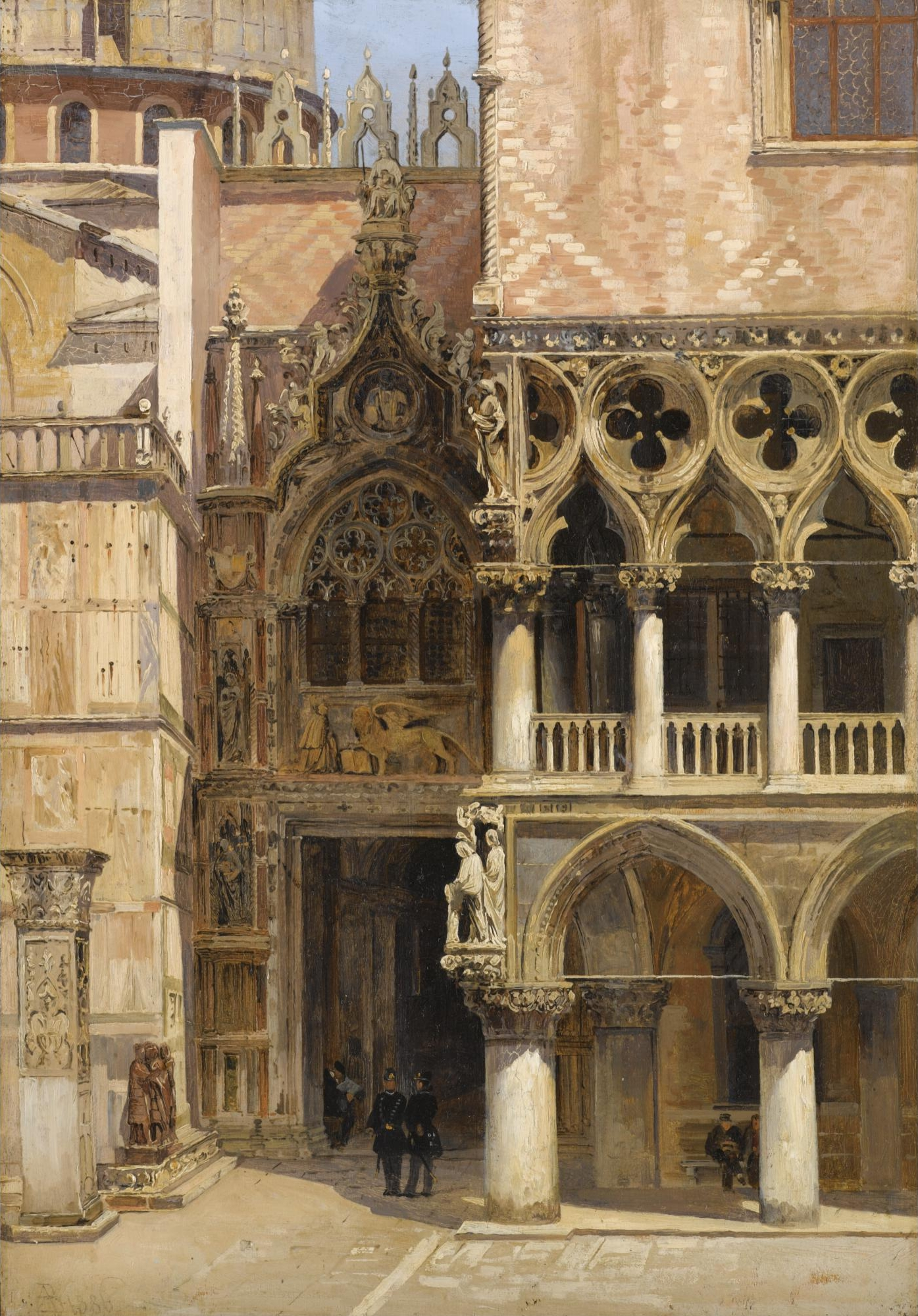
ヴェネツィアのポルタ・デッラ・カルタ(1886)
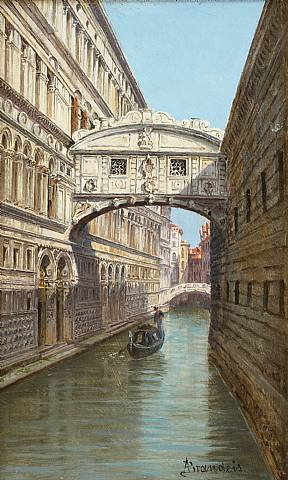
ヴェネツィアの風景
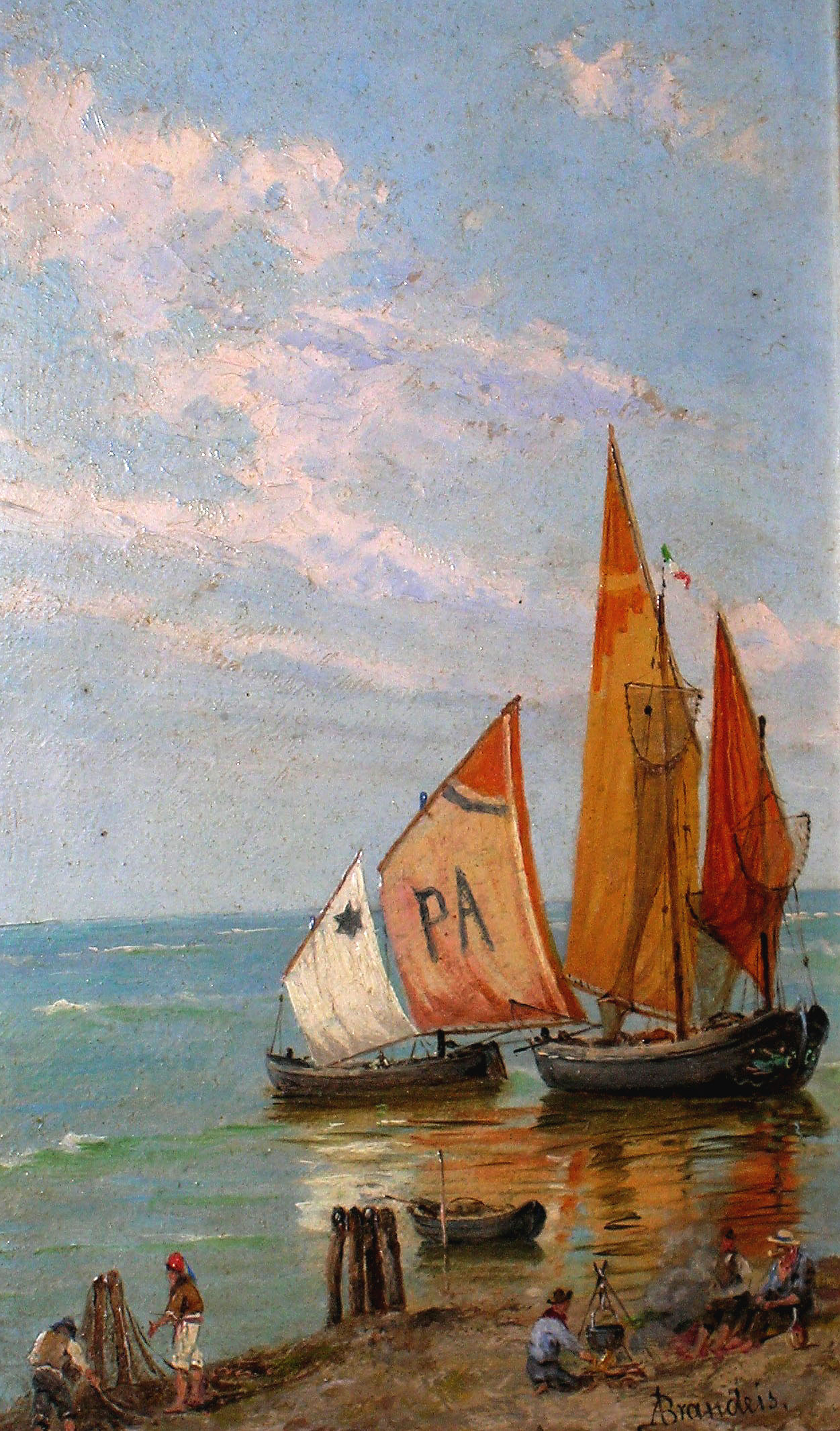
帆船
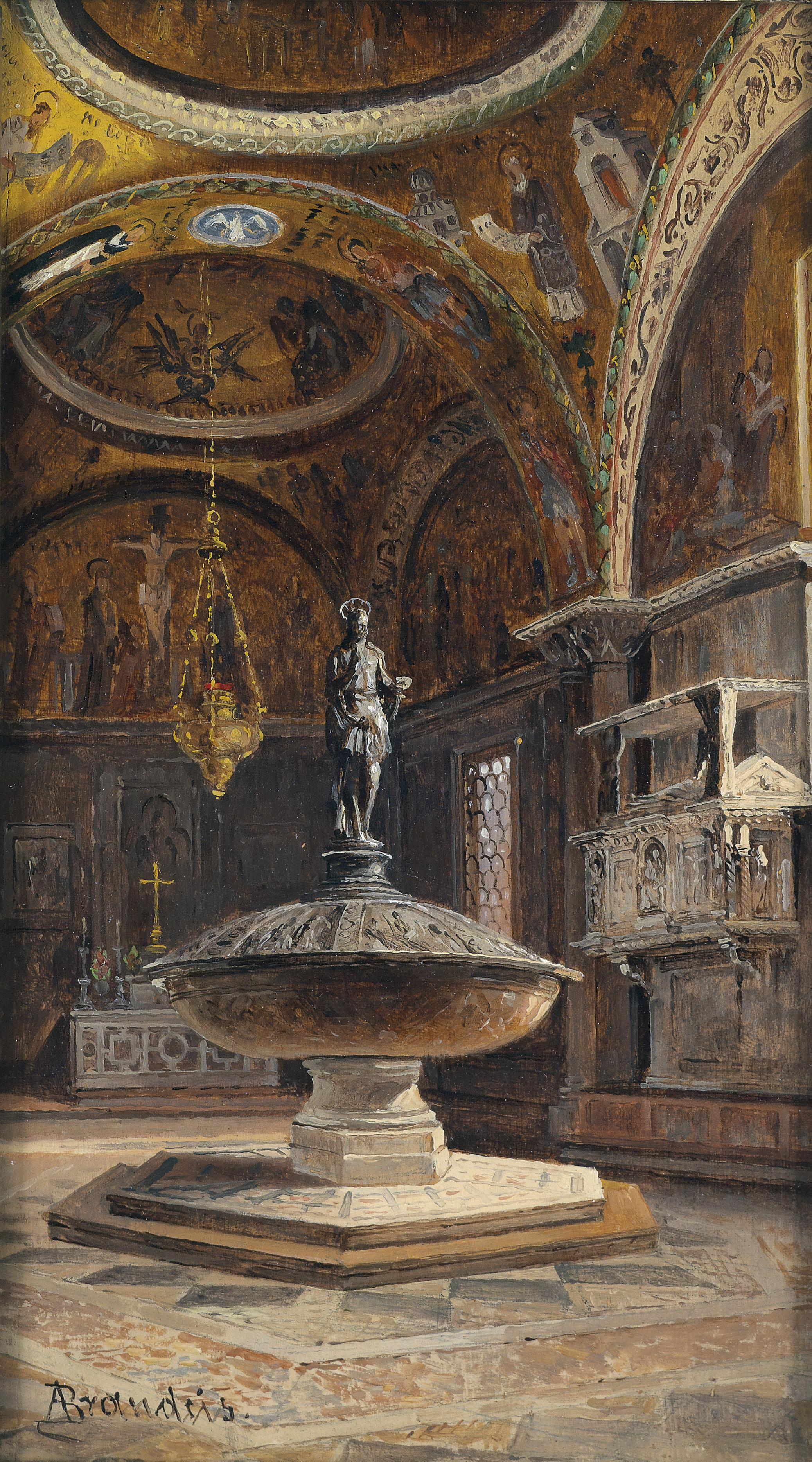
サン・マルコ寺院

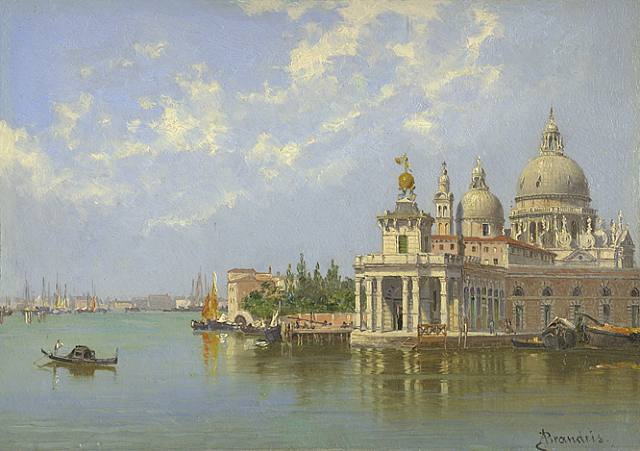
プンタ・デラ・ドガーナとサンタ・マリア・デッラ・サルーテ聖堂
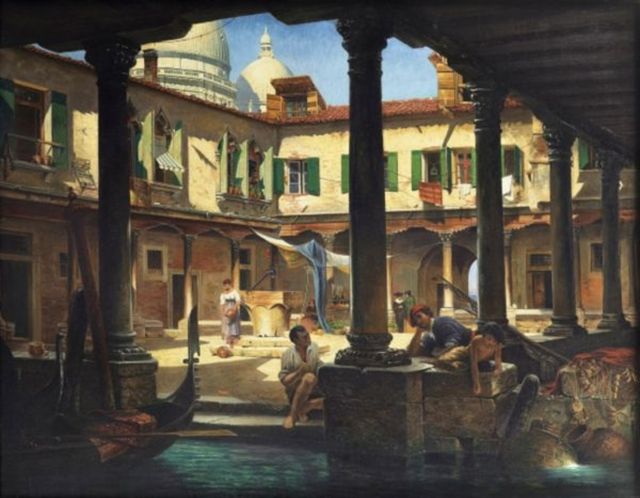
Courtyard of San Gregorio
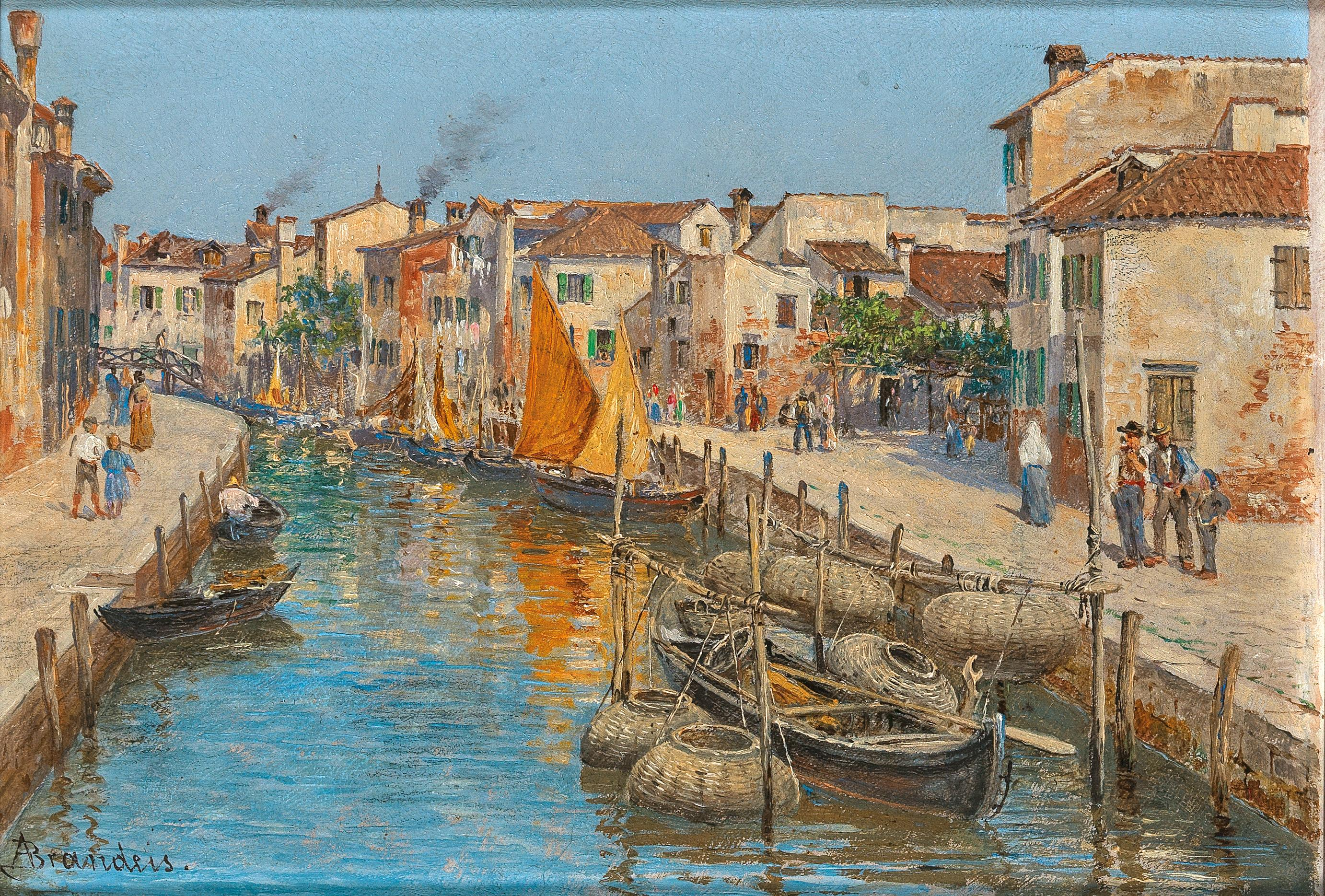
ブラーノ島の運河